# Joe Simpson (alpiniste)
Pour les articles homonymes, voir Joe Simpson et Simpson.
Joe Simpson, né le 13 août 1960, est un écrivain et alpiniste anglais connu principalement pour son terrible accident lors de la descente du Siula Grande (6 334 m) avec Simon Yates en 1985.

## L'accident
Lors de la descente d'un versant très dangereux en période hivernale, Joe est victime d'une première chute qui lui brise la jambe droite. Son ami décide alors de le descendre à la corde petit à petit dans des conditions climatiques extrêmes et malgré la nuit. Malheureusement, Joe se retrouve suspendu dans le vide après avoir contre son gré sauté un surplomb. Après une heure et demie d'attente par −25 °C, alors qu'il commence lui-même à glisser, Simon prend la terrible décision de couper la corde le reliant à Joe pour avoir une chance de sauver sa propre vie. Joe Simpson chute de plusieurs dizaines de mètres et glisse dans une crevasse.
Il réussit ensuite l'exploit de ressortir de la crevasse, de finir la descente et de traverser le glacier pour rejoindre le campement avec la jambe cassée, sans eau ni nourriture. Ce combat pour la survie dure quatre jours. Joe Simpson perd un tiers de son poids.
Il a écrit un livre adapté par la suite au cinéma, La Mort suspendue, réalisé par Kevin Macdonald en 2003. Cette adaptation est en fait dédiée à son ami Simon Yates, pour répondre à certains alpinistes qui reprochaient à Simon d'avoir coupé la corde qui le séparait de Joe durant la descente du Siula Grande. Joe a déclaré qu'il aurait fait exactement la même chose si les rôles avaient été inversés. Après deux ans de rééducation en hôpital et six opérations, Joe profite à nouveau de sa passion, l'alpinisme.
Il est également l'auteur de grandes premières et voies prestigieuses.
Plusieurs années plus tard, il décide d'arrêter l'alpinisme de haut niveau après avoir assisté à la chute d'une cordée dans la face nord de l'Eiger. Il raconte cette décision dans The Beckoning Silence.

## Livres
- Touching the Void, 1988 (ISBN 0-09-945229-4) ; La Mort suspendue, Glénat, 2004 (ISBN 2-7234-4579-8)
- The Water People (fiction), 1992 (ISBN 0-349-10349-6) ; Les Esprits de l'eau et des montagnes, 1993 (ISBN 2-7234-4114-8)
- This Game of Ghosts, 1993 (ISBN 0-09-938011-0) ; Encordé avec des ombres, Glénat, 2005 (ISBN 2-7234-5243-3)
- Storms of Silence, 1996 (ISBN 0-09-957811-5) ; Les Éclats du silence, Glénat, coll. « Hommes et montagnes », 1997 (ISBN 2-7234-2317-4)
- Dark Shadows Falling, 1997 (ISBN 0-09-975611-0) ; La Face voilée, Glénat, 1998 (ISBN 2-7234-2695-5)
- The Beckoning Silence, 2002 (ISBN 0-09-942243-3) ; Eiger, la dernière course, Glénat, 2003 (ISBN 2-7234-1646-1)
- The Sound of Gravity (fiction), 2011 (ISBN 0-09-946664-3)
- Walking the Wrong Side of the Grass (fiction), 2018 (ASIN B07HLSCKZP)

## Émissions de radio
- « La Mort suspendue », un épisode de l'émission Hondelatte raconte sur Europe 1 (9 avril 2021)[1]
- « Suspendu à la mort : l’aventure de Joe Simpson et Simon Yates », un épisode de l'émission Affaires sensibles sur France Inter (1er décembre 2021)[2]